# High Point (Carolina do Norte)
High Point é uma cidade localizada no estado norte-americano de Carolina do Norte, no Condado de Davidson e Condado de Forsyth e Condado de Guilford  e Condado de Randolph.

## Demografia
Segundo o censo norte-americano de 2000, a sua população era de 85.839 habitantes.
Em 2006, foi estimada uma população de 97.796, um aumento de 11957 (13.9%).

## Geografia
De acordo com o United States Census Bureau tem uma área de
131,3 km², dos quais 127,0 km² cobertos por terra e 4,3 km² cobertos por água.

## Localidades na vizinhança
O diagrama seguinte representa as localidades num raio de 20 km ao redor de High Point.